# Société Ottomane du Chemin de fer de Damas-Hamah et prolongements
| Streckenlänge: | 343 km               |                                        |                                        |
| Spurweite: | 1435 mm (Normalspur) |                                        |                                        |
| |                      |                                        |                                        |
| Staat: | Syrien               |                                        |                                        |
| \| \| \| Libanonbahn von Beirut (Schmalspur) \| \| \| \| 0 \| Rayak \| Rayak \| \| \| \| Libanonbahn nach Damaskus (Schmalspur) \| \| \| \| 11 \| Abruk \| Abruk \| \| \| 24 \| Baalbek \| Baalbek \| \| \| 29 \| Iaat \| Iaat \| \| \| 36 \| Maqne \| Maqne \| \| \| 45 \| Chaat \| Chaat \| \| \| 60 \| Labue \| Labue \| \| \| 66 \| El-Ain \| El-Ain \| \| \| 80 \| Ras Baalbek \| Ras Baalbek \| \| \| 96 \| Qaa \| Qaa \| \| \| \| Grenze Libanon/Syrien \| \| \| \| 111 \| al-Qussayr Schmalspurbahn nach Hermel \| al-Qussayr Schmalspurbahn nach Hermel \| \| \| 127 \| Qattinah \| Qattinah \| \| \| 134 \| Dar-el-Ukara \| Dar-el-Ukara \| \| \| 136 \| Neubaustrecke von Damaskus \| Neubaustrecke von Damaskus \| \| \| 136207 \| Kilometerwechsel \| Kilometerwechsel \| \| \| 205 \| Homs 2 \| Homs 2 \| \| \| 2050 \| Kilometerwechsel \| Kilometerwechsel \| \| \| 202 \| von Homs 1 \| von Homs 1 \| \| \| 4 \| nach Tartus \| nach Tartus \| \| \| 10 \| von Homs \| von Homs \| \| \| \| Anschlussgleis \| \| \| \| \| von Homs 1 \| \| \| \| 25174 \| Kilometerwechsel \| Kilometerwechsel \| \| \| \| Neutrassierung \| \| \| \| 170 \| Nahb Natsa Neutrassierung \| Nahb Natsa Neutrassierung \| \| \| 161 \| Neutrassierung \| Neutrassierung \| \| \| 157 \| Birin \| Birin \| \| \| 153 \| Kafr Behem \| Kafr Behem \| \| \| 144 \| Hama \| Hama \| \| \| \| Hama DHP \| \| \| \| \| nach Mhardé \| \| \| \| 131 \| Kamkhanah \| Kamkhanah \| \| \| 120 \| Suran \| Suran \| \| \| 112 \| Kevkeb \| Kevkeb \| \| \| 99 \| Al-Hamdaniyah \| Al-Hamdaniyah \| \| \| 82 \| Umm-er-Rjim \| Umm-er-Rjim \| \| \| 75 \| Sendschar \| Sendschar \| \| \| 69 \| Al-Awja \| Al-Awja \| \| \| 57 \| Abu ad-Dhour \| Abu ad-Dhour \| \| \| 48 \| Teledschin \| Teledschin \| \| \| 42 \| Atschane Garbiyé \| Atschane Garbiyé \| \| \| 28 \| Hamidiye \| Hamidiye \| \| \| 14 \| Abtin \| Abtin \| \| \| \| von Ard-al-Bayad (Steinbruch) \| \| \| \| \| von Latakia \| \| \| \| 7 \| Al-Wadahi \| Al-Wadahi \| \| \| 0 \| Aleppo Damazener Bahnhof \| Aleppo Damazener Bahnhof \| \| \| 0 \| Aleppo Bagdad-Bahnhof \| Aleppo Bagdad-Bahnhof \| \| \| \| Bagdadbahn \| \| |                      |                                        |                                        |
| Strecke (außer Betrieb) |                      | Libanonbahn von Beirut (Schmalspur)    | Libanonbahn von Beirut (Schmalspur)    |
| Bahnhof (Strecke außer Betrieb) | 0                    | Rayak                                  | Rayak                                  |
| Abzweig geradeaus und nach rechts (Strecke außer Betrieb) |                      | Libanonbahn nach Damaskus (Schmalspur) | Libanonbahn nach Damaskus (Schmalspur) |
| Bahnhof (Strecke außer Betrieb) | 11                   | Abruk                                  | Abruk                                  |
| Bahnhof (Strecke außer Betrieb) | 24                   | Baalbek                                | Baalbek                                |
| Bahnhof (Strecke außer Betrieb) | 29                   | Iaat                                   | Iaat                                   |
| Bahnhof (Strecke außer Betrieb) | 36                   | Maqne                                  | Maqne                                  |
| Bahnhof (Strecke außer Betrieb) | 45                   | Chaat                                  | Chaat                                  |
| Bahnhof (Strecke außer Betrieb) | 60                   | Labue                                  | Labue                                  |
| Bahnhof (Strecke außer Betrieb) | 66                   | El-Ain                                 | El-Ain                                 |
| Bahnhof (Strecke außer Betrieb) | 80                   | Ras Baalbek                            | Ras Baalbek                            |
| Bahnhof (Strecke außer Betrieb) | 96                   | Qaa                                    | Qaa                                    |
| Grenze (Strecke außer Betrieb) |                      | Grenze Libanon/Syrien                  | Grenze Libanon/Syrien                  |
| Bahnhof (Strecke außer Betrieb) | 111                  | al-Qussayr Schmalspurbahn nach Hermel  | al-Qussayr Schmalspurbahn nach Hermel  |
| Bahnhof (Strecke außer Betrieb) | 127                  | Qattinah                               | Qattinah                               |
| Bahnhof (Strecke außer Betrieb) | 134                  | Dar-el-Ukara                           | Dar-el-Ukara                           |
| Abzweig ehemals geradeaus und von rechts | 136                  | Neubaustrecke von Damaskus             | Neubaustrecke von Damaskus             |
| Kilometer-Wechsel | 136207               | Kilometerwechsel                       | Kilometerwechsel                       |
| Bahnhof | 205                  | Homs 2                                 | Homs 2                                 |
| Kilometer-Wechsel | 2050                 | Kilometerwechsel                       | Kilometerwechsel                       |
| Abzweig geradeaus, nach rechts und von rechts | 202                  | von Homs 1                             | von Homs 1                             |
| Abzweig geradeaus und nach links | 4                    | nach Tartus                            | nach Tartus                            |
| Abzweig geradeaus und nach rechts | 10                   | von Homs                               | von Homs                               |
| Abzweig geradeaus und nach rechts |                      | Anschlussgleis                         | Anschlussgleis                         |
| Abzweig geradeaus und von rechts |                      | von Homs 1                             | von Homs 1                             |
| Kilometer-Wechsel | 25174                | Kilometerwechsel                       | Kilometerwechsel                       |
| Verschwenkung von links · Verschwenkung von rechts (Strecke außer Betrieb) |                      | Neutrassierung                         | Neutrassierung                         |
| Strecke · Bahnhof (Strecke außer Betrieb) | 170                  | Nahb Natsa Neutrassierung              | Nahb Natsa Neutrassierung              |
| Verschwenkung nach links · Verschwenkung nach rechts (Strecke außer Betrieb) | 161                  | Neutrassierung                         | Neutrassierung                         |
| Bahnhof | 157                  | Birin                                  | Birin                                  |
| Bahnhof | 153                  | Kafr Behem                             | Kafr Behem                             |
| Bahnhof | 144                  | Hama                                   | Hama                                   |
| Abzweig geradeaus und ehemals nach rechts |                      | Hama DHP                               | Hama DHP                               |
| Abzweig geradeaus und nach links |                      | nach Mhardé                            | nach Mhardé                            |
| Bahnhof | 131                  | Kamkhanah                              | Kamkhanah                              |
| Bahnhof | 120                  | Suran                                  | Suran                                  |
| Dienststation / Betriebs- oder Güterbahnhof | 112                  | Kevkeb                                 | Kevkeb                                 |
| Bahnhof | 99                   | Al-Hamdaniyah                          | Al-Hamdaniyah                          |
| Dienststation / Betriebs- oder Güterbahnhof | 82                   | Umm-er-Rjim                            | Umm-er-Rjim                            |
| Bahnhof | 75                   | Sendschar                              | Sendschar                              |
| Dienststation / Betriebs- oder Güterbahnhof | 69                   | Al-Awja                                | Al-Awja                                |
| Bahnhof | 57                   | Abu ad-Dhour                           | Abu ad-Dhour                           |
| Dienststation / Betriebs- oder Güterbahnhof | 48                   | Teledschin                             | Teledschin                             |
| Bahnhof | 42                   | Atschane Garbiyé                       | Atschane Garbiyé                       |
| Bahnhof | 28                   | Hamidiye                               | Hamidiye                               |
| Bahnhof | 14                   | Abtin                                  | Abtin                                  |
| Abzweig geradeaus und von links |                      | von Ard-al-Bayad (Steinbruch)          | von Ard-al-Bayad (Steinbruch)          |
| Abzweig geradeaus und von rechts |                      | von Latakia                            | von Latakia                            |
| Bahnhof | 7                    | Al-Wadahi                              | Al-Wadahi                              |
| ehemaliger Bahnhof | 0                    | Aleppo Damazener Bahnhof               | Aleppo Damazener Bahnhof               |
| Bahnhof | 0                    | Aleppo Bagdad-Bahnhof                  | Aleppo Bagdad-Bahnhof                  |
| Strecke |                      | Bagdadbahn                             | Bagdadbahn                             |

Die Société Ottomane du Chemin de fer de Damas-Hamah et prolongements, abgekürzt DHP, war ein französisches Unternehmen und ging 1900 aus der Umbenennung der Société des Chemins de fer Ottomans economiques de Beyrouth-Damas-Hauran hervor.

## Gesellschaft
Die DHP war Inhaberin verschiedener osmanischer Konzessionen für Eisenbahnstrecken im Bereich des heutigen Syrien und Libanon.

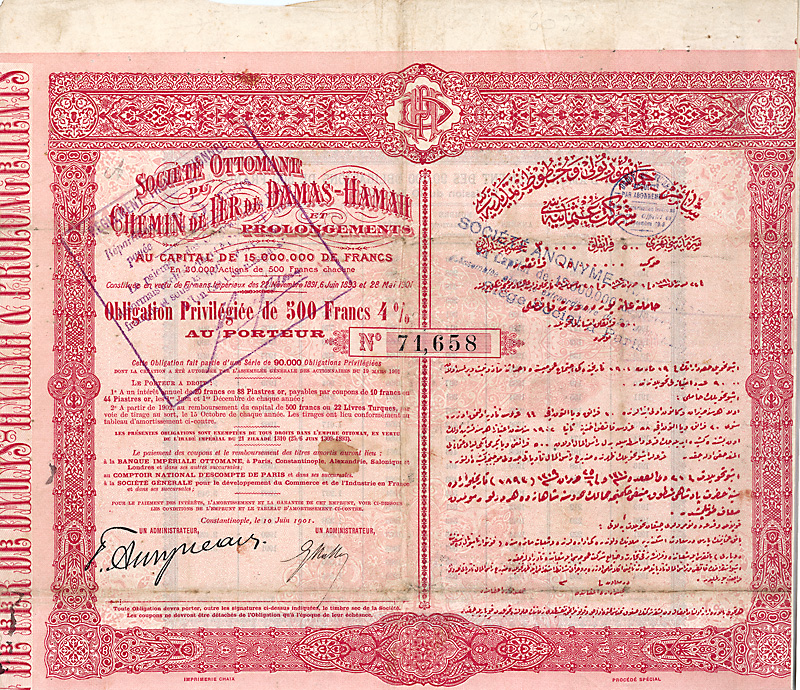
Obligation über 500 Francs der Soc. Ottomane du Chemin de Fer de Damas-Hamah et Prolongements vom 10. Juni 1902
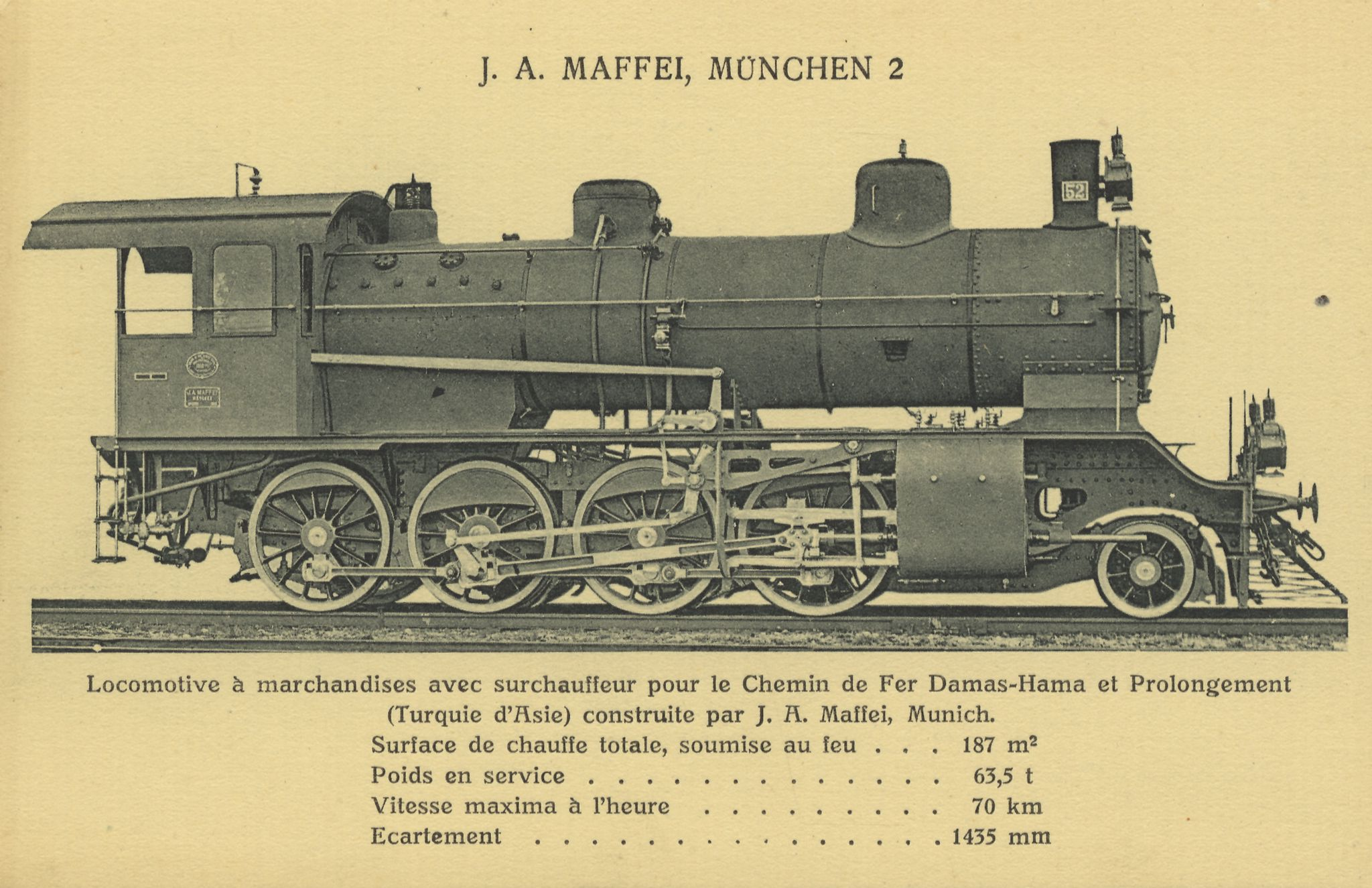
1910 von Maffei an die DHP gelieferte Lokomotive

## Strecken
Die DHP übernahm von ihrer Vorgängerin die von Damaskus ausgehende Hauranbahn und die Libanonbahn, beide in der Spurweite 1050 mm.

### Libanonbahn
Die Libanonbahn überquert das Libanongebirge und den Anti-Libanon. Sie ist 143 km lang. Die Überquerung des Gebirges war technisch aufwändig, so gab es Spitzkehren und 33 km Zahnstangen-Abschnitte. Die zu erzielenden Geschwindigkeiten und die anzuhängende Last pro Zug waren eng begrenzt und die Kapazität der Bahn deshalb gering.
Die Libanonbahn wurde während des libanesischen Bürgerkriegs zwischen 1975 und 1990 auf libanesischer Seite zerstört. Auf syrischer Seite ist der Betrieb bis auf einen kleineren touristisch betriebenen Abschnitt zwischen El Hamé (km 12), Dschudeidet Al Qadi und Ain Fidsché (km 22) weitgehend eingestellt.

### Hauranbahn
Als das Osmanische Reich die Hedschasbahn projektierte, versuchte es, die Hauranbahn aufzukaufen, was aber an den zu hohen Forderungen der DHP scheiterte. So wurde die Hedschasbahn parallel verlegt und es gab zwischen Damaskus und Muzeirib bis zum Ersten Weltkrieg zwei Bahnen, die sich Konkurrenz machten. Obwohl die benachbarte Hedschasbahn ebenfalls die Spurweite 1050 mm wählte, kam es aufgrund der Konkurrenzsituation beider Bahnen vor dem Ersten Weltkrieg nie zu einer Gleisverbindung.
Die Hauranbahn wurde zu Beginn des Ersten Weltkriegs demontiert, um das Material für den Vortrieb der Eisenbahn in Palästina, in Richtung des anzugreifenden Suezkanals, zweitzuverwenden.

### Rayak–Aleppo

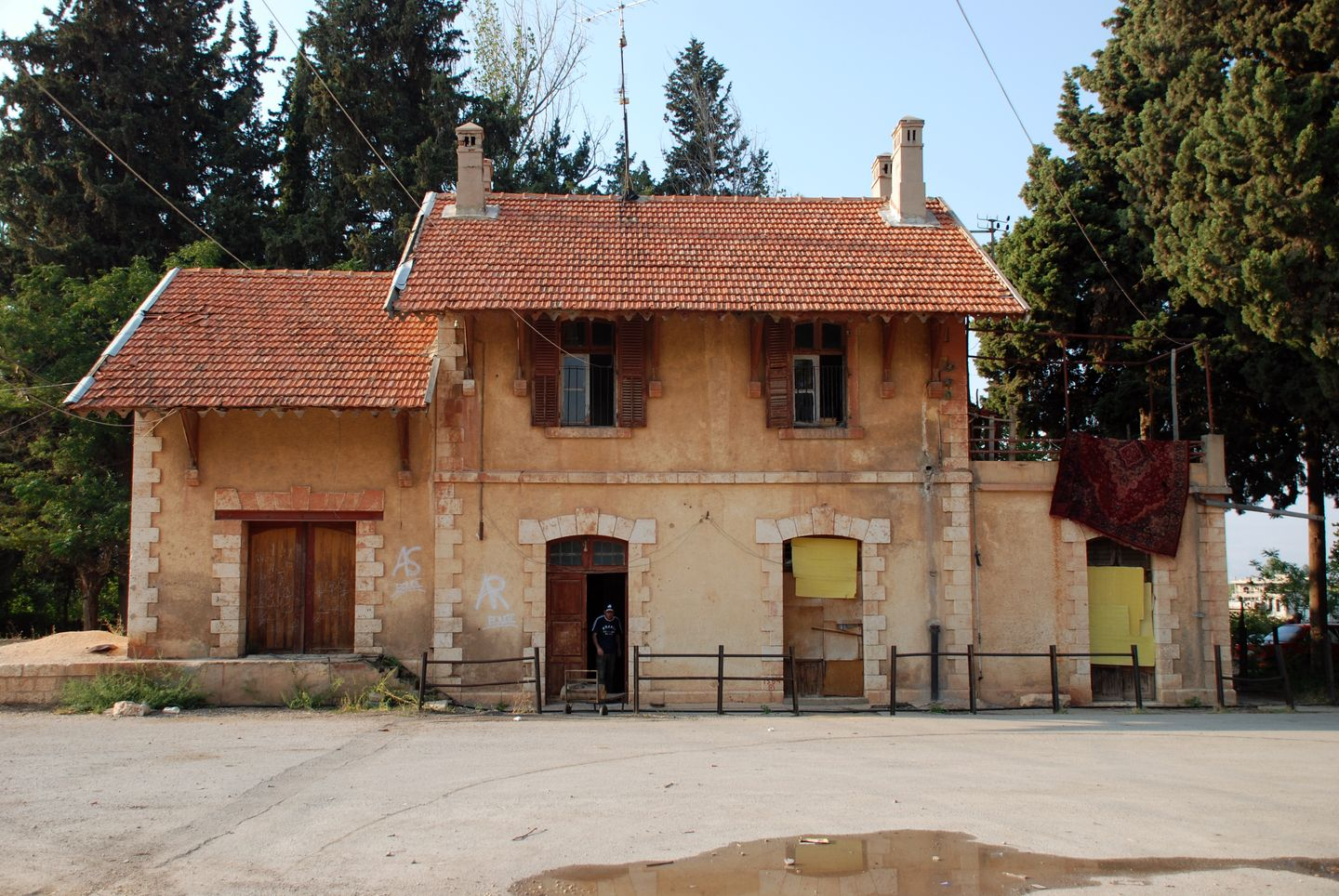
Bahnhof von Baalbek, 1902 mit deutscher Hilfe erbaut

Die für die DHP namensgebende Strecke von Damaskus nach Hama gab es in dieser Form gar nicht. Diese Strecke wurde, um den Anschluss an die von Norden kommende Bagdadbahn herzustellen, in Normalspur ausgeführt. Um aber einige Kilometer Gleis zu sparen, wurde sie nicht direkt von Hama nach Damaskus geführt, sondern über Baalbek nach Rayak an der Libanonbahn. Dort mussten wegen der unterschiedlichen Spurweiten alle Güter umgeladen werden und alle Fahrgäste umsteigen. Damit wurden die Kapazitätsengpässe der Schmalspurbahn auf die gesamte Verbindung übertragen.
Die durchgehende Verbindung Rayak–Aleppo konnte ab 1906 befahren werden. In Aleppo bestand ab 1915 Anschluss an die Bagdadbahn.

### Homs–Tripoli
| Staat: | Syrien, Libanon      |                                                            |                                                            |
| Streckenlänge: | 104 km               |                                                            |                                                            |
| Spurweite: | 1435 mm (Normalspur) |                                                            |                                                            |
| |                      |                                                            |                                                            |
| \| \| 0,0 \| Homs 1 \| Homs 1 \| \| \| \| per nach Homs 2, Rayak und Damaskus \| \| \| \| 4,0 \| nach Aleppo \| nach Aleppo \| \| \| 6,5 \| Khirbet al-Tiyen \| Khirbet al-Tiyen \| \| \| 11 \| Al-Chansaʾ الخنساء \| Al-Chansaʾ الخنساء \| \| \| \| \| \| \| \| \| Neutrassierung zur Umgehung des Libanons \| \| \| \| \| \| \| \| \| \| Hadidah حديدة, DMG Ḥadīdah \| \| \| \| \| \| \| \| \| 30 \| Umm Dschameʿ إم جامع, DMG Umm Ǧāmiʿ; Grenze Syrien/Libanon \| Umm Dschameʿ إم جامع, DMG Umm Ǧāmiʿ; Grenze Syrien/Libanon \| \| \| \| \| \| \| \| 34 \| El Amader \| El Amader \| \| \| \| Grenze Libanon/Syrien \| \| \| \| 47 \| \| \| \| \| 56 \| Tell Kalach \| Tell Kalach \| \| \| 67,20 \| ʿAkkari عكاري, DMG ʿAkkārī \| ʿAkkari عكاري, DMG ʿAkkārī \| \| \| \| nach Tartus \| \| \| \| \| Grenze Syrien/Libanon \| \| \| \| \| \| \| \| \| 10 \| Tall Abbas تل عباس الشرقي, DMG Tall ʿAbbās al-Šarqī \| Tall Abbas تل عباس الشرقي, DMG Tall ʿAbbās al-Šarqī \| \| \| \| \| \| \| \| 24 \| El-Aabde العبدة, DMG al-ʿAbdah \| El-Aabde العبدة, DMG al-ʿAbdah \| \| \| 32 \| El Minie الميناء, DMG al-Mīnāʾ \| El Minie الميناء, DMG al-Mīnāʾ \| \| \| 35 \| Raffinerie \| Raffinerie \| \| \| 37 \| El-Beddaui \| El-Beddaui \| \| \| 41 \| Tripoli \| Tripoli \| \| \| \| zum Hafen Tripoli; HBT-Linie nach Haifa \| \| |                      |                                                            |                                                            |
| Kopfbahnhof Streckenanfang | 0,0                  | Homs 1                                                     | Homs 1                                                     |
| Abzweig geradeaus, nach links und von links |                      | per nach Homs 2, Rayak und Damaskus                        | per nach Homs 2, Rayak und Damaskus                        |
| Abzweig geradeaus, nach rechts und von rechts | 4,0                  | nach Aleppo                                                | nach Aleppo                                                |
| Bahnhof | 6,5                  | Khirbet al-Tiyen                                           | Khirbet al-Tiyen                                           |
| Bahnhof | 11                   | Al-Chansaʾ الخنساء                                         | Al-Chansaʾ الخنساء                                         |
| |                      |                                                            |                                                            |
| Verschwenkung von links · Verschwenkung von rechts (Strecke außer Betrieb) |                      | Neutrassierung zur Umgehung des Libanons                   | Neutrassierung zur Umgehung des Libanons                   |
| |                      |                                                            |                                                            |
| Strecke · Bahnhof (Strecke außer Betrieb) |                      | Hadidah حديدة, DMG Ḥadīdah                                 | Hadidah حديدة, DMG Ḥadīdah                                 |
| |                      |                                                            |                                                            |
| Bahnhof · Grenze (Strecke außer Betrieb) | 30                   | Umm Dschameʿ إم جامع, DMG Umm Ǧāmiʿ; Grenze Syrien/Libanon | Umm Dschameʿ إم جامع, DMG Umm Ǧāmiʿ; Grenze Syrien/Libanon |
| |                      |                                                            |                                                            |
| Strecke · Bahnhof (Strecke außer Betrieb) | 34                   | El Amader                                                  | El Amader                                                  |
| Strecke · Grenze (Strecke außer Betrieb) |                      | Grenze Libanon/Syrien                                      | Grenze Libanon/Syrien                                      |
| Verschwenkung nach links · Verschwenkung nach rechts (Strecke außer Betrieb) | 47                   |                                                            |                                                            |
| Bahnhof | 56                   | Tell Kalach                                                | Tell Kalach                                                |
| Bahnhof | 67,20                | ʿAkkari عكاري, DMG ʿAkkārī                                 | ʿAkkari عكاري, DMG ʿAkkārī                                 |
| Abzweig ehemals geradeaus und nach rechts |                      | nach Tartus                                                | nach Tartus                                                |
| Grenze (Strecke außer Betrieb) |                      | Grenze Syrien/Libanon                                      | Grenze Syrien/Libanon                                      |
| |                      |                                                            |                                                            |
| Bahnhof (Strecke außer Betrieb) | 10                   | Tall Abbas تل عباس الشرقي, DMG Tall ʿAbbās al-Šarqī        | Tall Abbas تل عباس الشرقي, DMG Tall ʿAbbās al-Šarqī        |
| |                      |                                                            |                                                            |
| Bahnhof (Strecke außer Betrieb) | 24                   | El-Aabde العبدة, DMG al-ʿAbdah                             | El-Aabde العبدة, DMG al-ʿAbdah                             |
| Bahnhof (Strecke außer Betrieb) | 32                   | El Minie الميناء, DMG al-Mīnāʾ                             | El Minie الميناء, DMG al-Mīnāʾ                             |
| Bahnhof (Strecke außer Betrieb) | 35                   | Raffinerie                                                 | Raffinerie                                                 |
| Bahnhof (Strecke außer Betrieb) | 37                   | El-Beddaui                                                 | El-Beddaui                                                 |
| Bahnhof (Strecke außer Betrieb) | 41                   | Tripoli                                                    | Tripoli                                                    |
| Strecke (außer Betrieb) |                      | zum Hafen Tripoli; HBT-Linie nach Haifa                    | zum Hafen Tripoli; HBT-Linie nach Haifa                    |

1911 errichtete die D.H.P eine Strecke Homs–Tripolivon Tripoli nach Homs. Deren östlicher Teil wird heute noch teilweise von der Verbindung Homs–Tartus der Syrischen Eisenbahn genutzt. Die Abzweigung in Richtung Libanon erfolgte südwestlich vom Bahnhof ʿAkkari. Die Strecke wurde während des libanesischen Bürgerkriegs zwischen 1975 und 1990 auf libanesischer Seite zerstört. Im Bahnhof ʿAkkari ist der Abzweig noch zu erkennen, die Gleise aber sind zurückgebaut. Der Teil der Strecke, der über libanesisches Gebiet verlief, wurde durch eine Umgehung, die ausschließlich auf syrischem Territorium verläuft, ersetzt.

## Erster Weltkrieg und die Folgen
Zu Beginn des Ersten Weltkriegs wurden alle ausländischen Bahnen im Eigentum von Gesellschaften, die ihren Sitz im nun feindlichen Ausland hatten, beschlagnahmt, also auch die Bahnen der DHP Der Betrieb der Bahnen mit 1050-mm-Spur wurde der Hedschasbahn übertragen.
Nach dem Krieg wurde Syrien ein an Frankreich vergebenes Mandat des Völkerbundes. Die französische Verwaltung restituierte die DHP und übertrug ihr darüber hinaus den Betrieb der in Syrien gelegenen Strecken der Hedschasbahn – trotz massiver Proteste der Bevölkerung, die darin eine Verletzung des Status der Hedschasbahn als religiöse Stiftung (Waqf) sah. Ab diesem Zeitpunkt war Französisch Eisenbahnsprache in Syrien – bis hin zu den Fahrplänen.
Die Société d’Exploitation des Chemins de fer Bozanti – Alep – Nissibin et Prolongements (BANP), die seit 1921 die unter französischem Einfluss stehenden Teile der Bagdadbahn in Syrien und der Türkei betrieb, wurde, nachdem die türkische Staatsbahn Türkiye Cumhuriyeti Devlet Demiryolları (TCDD) die Bagdadbahn bis Fevzipaşa übernommen hatte, zum 1. Juli 1933 aufgelöst. Für den syrischen Abschnitt der Bagdadbahn und den türkischen zwischen Çobanbey und Nusaybin erhielt die DHP die Betriebsrechte, während die Infrastruktur in einer eigenen Aktiengesellschaft organisiert war, der Cenup Demiryolları.

## Ende
1956 verstaatlichte Syrien seine Eisenbahnen. Die DHP ging in der Chemins de fer Syriens (CFS) auf. Der Betrieb ihrer 1050-mm-Strecken wurde der Hedschasbahn übertragen.